# 주한 물자지원사령부
주한 물자지원사령부(Materiel Support Command-Korea (MSC-K))는 경상북도 왜관읍 캠프 캐럴에 있는 제19원정지원사령부 예하 전투근무지원 사령부이다. 표어는 "Two nations One Team".

## 역사
1964년 9월 15일, 제8군의 일반명령 제105호에 의거하여 제19병참중대를 중심으로 왜관에 주둔하고 있던 여러 소규모 군수부대를 "캠프 캐럴 창"으로 통합하였다.
1970년 12월 29일, 본부 품질관리부서가 품질관리사무국으로 독립된 기관이 되었다.
1976년 12월 1일, UNC/USFK/EA 영구 명령 제65-3호가 11월 30일에 발효됨에 따라 캠프 캐롤 창이 "주한 물자지원센터"로 개편되었다.
1993년 4월 1일, 부산 창고시설이 제20지역지원단에서 주한 물자지원사령부의 관리시설로 지정되었다.
2006년, 시설관리사령부 한국 지역사령부(IMCOM-K)로 한반도 안의 주한 미국 육군의 시설 관리업무의 이전됨에 따라 제23, 34지역지원단이 각각 6월 15일과 9월 9일에 해체되었다. 각각 예하 제25수송대대와  제6병기대대가 사령부 예하로 전속되었다.
2013년 1월, 한국 근무단 대대가 전속하였다.
2015년 7월 10일, 제501지원여단이 제2보병사단 지원여단(2ID Sustainment Brigade)으로 개편되자, 제498전투유지지원대대가 MSC-K로 전속되었다. 9월 2일, 사령부로 개편되었다.

## 산하 조직
- 제6병기대대 - 캠프 캐럴; 2006년 6월 15일, 전속
- 제25수송대대 - 캠프 캐럴; 2006년 9월 9일 ~ 현재
- 제498전투유지지원대대 - 캠프 캐럴; 2015년 7월 10일, 전속
  - 본부 및 본부중대 - 캠프 캐럴
  - 제551내지화물수송중대 - 캠프 캐럴
- 한국 근무단; 2013년 1월, 전속

## 관할 시설 및 기관

### 시설
- 부산 저장소

### 기관
- 주한 지원정비처
- 주한 전구배급소
- 육군오일분석연구소 - 부산
- 상업차량부품지원지
- 품질관리사무국; 1970년 12월 29일 ~ 현재
- 전방지역감사대

## 계보
- 1964년 9월 15일, Camp Carroll Depot (CCD)→캠프 캐럴 창
- 1976년 12월 1일, Materiel Support Center-Korea (MSC-K)→주한 물자지원센터
- 2015년 9월 2일, Materiel Support Command - Korea (MSC-K)→주한 물자지원사령부

## 같이 보기
- 제19원정지원사령부

## 참고
- “US Army Materiel Support Center - Korea (USAMSC-K)”. 《globalsecurity.org》 (영어). 2014년 12월 25일에 확인함.
- “History of the US Army Materiel Support Center - Korea” (PDF). 《veteransinfo.tripod.com》 (영어). 2016년 12월 25일에 원본 문서 (PDF)에서 보존된 문서. 2014년 12월 25일에 확인함.
- Scott E. Fowler and Austin W. Anderson (2016년 2월 29일). “Materiel Support Command-Korea (MSC-K) provides world-class logistics support”. 《army.mil》 (영어). 2014년 12월 25일에 확인함.